# Centillion
Un centillion est l'entier naturel qui vaut 10600 ou 1 000 000100, soit un décillion (1060) de nonagintillions (10540) ou un quinquagintillion (10300) de quinquagintillions.
Mille centillions est égal à un centilliard (10603).

## Écriture décimale
1 000 000 000 000 000 000 000 000 000 000      000 000 000 000 000 000 000 000 000 000
000 000 000 000 000 000 000 000 000 000      000 000 000 000 000 000 000 000 000 000
000 000 000 000 000 000 000 000 000 000      000 000 000 000 000 000 000 000 000 000
000 000 000 000 000 000 000 000 000 000      000 000 000 000 000 000 000 000 000 000
000 000 000 000 000 000 000 000 000 000      000 000 000 000 000 000 000 000 000 000
000 000 000 000 000 000 000 000 000 000      000 000 000 000 000 000 000 000 000 000
000 000 000 000 000 000 000 000 000 000      000 000 000 000 000 000 000 000 000 000
000 000 000 000 000 000 000 000 000 000      000 000 000 000 000 000 000 000 000 000
000 000 000 000 000 000 000 000 000 000      000 000 000 000 000 000 000 000 000 000
000 000 000 000 000 000 000 000 000 000      000 000 000 000 000 000 000 000 000 000